# 1191
| Calendário gregoriano                                                        | 1191 MCXCI                                           |
| Ab urbe condita                                                              | 1944                                                 |
| Calendário arménio                                                           | 640 – 641                                            |
| Calendário bahá'í                                                            | -653 – -652                                          |
| Calendário budista                                                           | 1735                                                 |
| Calendário chinês                                                            | 3887 – 3888 Início a 27 de janeiro (aproximadamente) |
| Calendário copta                                                             | 907 – 908                                            |
| Calendário etíope                                                            | 1183 – 1184                                          |
| Calendários hindus - Vikram Samvat - Calendário nacional indiano - Cáli Iuga | 1246 – 1247 1112 – 1113 4291 – 4292                  |
| Calendário Holoceno                                                          | 11191                                                |
| Calendário islâmico                                                          | 587 – 588                                            |
| Calendário judaico                                                           | 4951 – 4952                                          |
| Calendário persa                                                             | 569 – 570                                            |
| Calendário rúnico                                                            | 1441                                                 |
| Calendário solar tailandês                                                   | 1734                                                 |

1191 (MCXCI, na numeração romana) foi um ano comum do século XII do Calendário Juliano, da Era de Cristo, e a sua letra dominical foi F (52 semanas), teve início a uma terça-feira e terminou também a uma terça-feira.
No reino de Portugal estava em vigor a Era de César que já contava 1229 anos.
| Ano completo                       |
| ---------------------------------- |
| Ano comum com início à terça-feira |

## Eventos

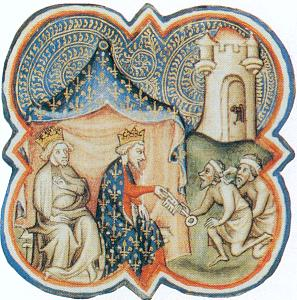
Filipe II de França, rei de França, e Ricardo Coração de Leão, rei de Inglaterra, recebem as chaves da cidade de Acre, na Palestina, conquistada pelo cruzados a 12 de julho. Iluminura da Biblioteca Nacional de França.

- 15 de Abril - O papa Celestino II coroa imperador da Alemanha Henrique VI de Hohenstaufen e sua mulher Constança, princesa da Sicília.
- 12 de Maio - Ricardo Coração de Leão casa com Berengária de Navarra em Chipre.
- 12 de Julho - Terceira Cruzada: Os cruzados conquistam Acre, na Palestina.
- 22 de Agosto - Terceira Cruzada: O rei Ricardo Coração de Leão manda matar 2700 prisioneiros muçulmanos.
- O califa almóada Iacube Almançor reconquista Silves, Alcácer do Sal, Palmela e Almada.
- Assinatura, em Huesca, de um acordo entre os reis de Portugal, Leão e Aragão contra Castela.

## Mortes
- 27 de Março - Papa Clemente III.
- Erardo II de Brienne, conde de Brienne.
- 7 de Setembro - Tiago I de Avesnes n. 1152, foi senhor de Avesnes e de Leuse.